# سقنقور اندونزیایی زبان‌آبی
سقتقور اندونزیایی زبان آبی (نام علمی: Tiliqua gigas) نام یک گونه از سرده سقنقورهای زبان آبی است.